# 1272 Ґефіон
1272 Ґефіон (1272 Gefion) — астероїд головного поясу, відкритий 10 жовтня 1931 року.
Тіссеранів параметр щодо Юпітера — 3,300.